# يربوع باليكون
يربوع باليكون (الاسم العلمي: Allactaga balikunica) نوع من القوارض من فصيلة اليربوعيات، متوطن في الصين ومنغوليا. يتغذى على الجذور والدرنات والحشرات واليرقات، يتزاوج في شهر مايو وتلد الأنثى مرتين في السنة.